# Jesenice (ort i Tjeckien, Mellersta Böhmen, lat 50,10, long 13,47)
Jesenice är en stad i Tjeckien.   Den ligger i regionen Mellersta Böhmen, i den västra delen av landet, 70 km väster om huvudstaden Prag. Jesenice ligger 464 meter över havet och antalet invånare är 1 660.
Terrängen runt Jesenice är varierad, och sluttar norrut. Runt Jesenice är det glesbefolkat, med 16 invånare per kvadratkilometer. Närmaste större samhälle är Podbořany, 15,3 km norr om Jesenice. I omgivningarna runt Jesenice växer i huvudsak blandskog.